# Dieter Lüst

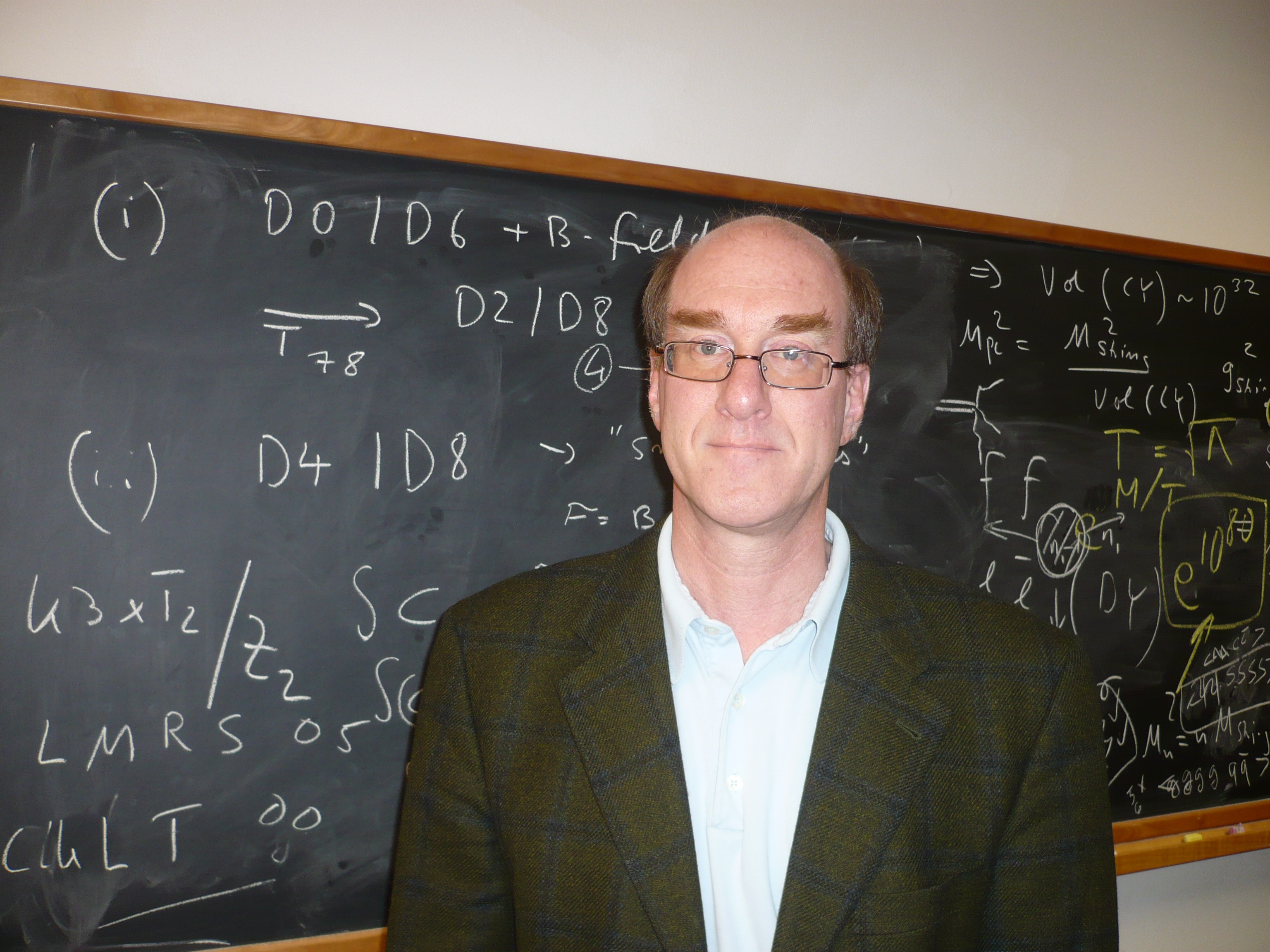
Dieter Lüst (2009)

Dieter Lüst (* 21. September 1956 in Chicago) ist ein deutscher theoretischer Physiker.

## Leben
Dieter Lüst – seine Eltern Reimar Lüst und Rhea Lüst waren ebenfalls Physiker – studierte von 1976 bis 1982 Physik an der TU München. Er wurde 1985 an der Ludwig-Maximilians-Universität München (LMU) bei Harald Fritzsch mit dem Thema Dynamische Massenerzeugung für Quarks und Leptonen promoviert. Nach Postdoc-Jahren am Caltech in Pasadena und dem Max-Planck-Institut für Physik in München war er von 1988 bis 1993 bei CERN in Genf tätig – ab 1990 als Heisenberg-Stipendiat. Er habilitierte sich 1990 in München.
Lüst übernahm 1993 einen Lehrstuhl für Quantenfeldtheorie an der Humboldt-Universität zu Berlin. 2004 wechselte er an die LMU München. Er ist seit 1998 Auswärtiges Wissenschaftliches Mitglied am Max-Planck-Institut für Gravitationsphysik in Golm und seit Oktober 2003 Direktor am Max-Planck-Institut für Physik.

## Wirken
Dieter Lüst beschäftigt sich mit der Stringtheorie sowie mit Problemen von Eichtheorien und der Gravitation. Er wurde 2000 für seine Leistungen mit dem Leibnizpreis der Deutschen Forschungsgemeinschaft ausgezeichnet.
Er ist Herausgeber der Zeitschrift Fortschritte der Physik / Progress of Physics und Mit-Herausgeber des Journal of High Energy Physics (JHEP).
2006 erhielt Lüst den Gay-Lussac-Humboldt-Preis.

## Schriften
- mit Stefan Theisen: Lectures on String Theory (= Lecture Notes in Physics. No. 346). Springer, Berlin 1989, ISBN 3-540-51882-7.
- Intersecting brane worlds on Calabi-Yau orientifolds. Strings 2002, Vortragsfolien.
- mit Ralph Blumenhagen und Johanna Erdmenger: Strings und Branen-Welten: einige Aspekte einer vereinheitlichten Theorie aller Wechselwirkungen. Max-Planck-Institut für Physik, Forschungsbericht 2005.
- Quantenfische. Die Stringtheorie und die Suche nach der Weltformel. Beck, München 2011, ISBN 978-3-406-62285-4; ergänzte Taschenbuchausgabe: Deutscher Taschenbuchverlag, München 2014, ISBN 978-3-423-34799-0.
- mit Ralph Blumenhagen und Stefan Theisen: Basic Concepts of String Theory. Springer, Berlin 2013, ISBN 978-3-642-29496-9.
- mit Matthias Bartelmann, Björn Feuerbacher, Timm Krüger, Andreas Wipf, Anton Rebhan: Theoretische Physik, Springer-Spektrum 2015 (mit mathematischen Beiträgen von  Florian Modler und Martin Kreh).
  - Auch in vier Einzelbänden (Band 1 Mechanik, Band 2 Elektrodynamik, Band 3 Quantenmechanik,  Band 4 Thermodynamik und Statistik) 2018.

## Auszeichnungen
- 2000: Mitglied der Berlin-Brandenburgischen Akademie der Wissenschaften
- 2000: Gottfried-Wilhelm-Leibniz-Preis der Deutschen Forschungsgemeinschaft
- 2006: Gay-Lussac-Humboldt-Preis
- 2012: ERC-Advanced Grant